# Pimp My Ride
Pimp My Ride foi um programa de televisão produzido pela MTV em que consistia em restaurar automóveis em péssimas condições, bem como modificá-los com os mais diversos adereços e tecnologias. A versão original americana é apresentada pelo rapper Xzibit.

## Formato
O programa escolhe donos de automóveis de idade entre os 18 e os 24 anos que vivam em Los Angeles ou em outro local dentro da área do Sul da Califórnia. Um episódio de Pimp My Ride começa geralmente com o participante mostrando o seu automóvel e tentando convencer a MTV de que é o seu carro que precisa ser modificado. Depois desta primeira parte, o rapper Xzibit aparece na casa do participante, dá uma olhada no automóvel, fazendo comentários sarcásticos sobre os detalhes mais decadentes do carro, e promete ao proprietário que vai fazer uma transformação radical e íntegra do mesmo.
Depois de examinar o automóvel, o Xzibit leva-o para a West Coast Customs (WCC) (na 1ª, 2ª, 3ª e 4ª temporada) ou para a Galpin Auto Sports (GAS) (na 5ª temporada), onde a equipe do local geralmente substitui a maior parte dos componentes do automóvel e reconstrói o seu interior e exterior do zero.
Cada automóvel é modificado de forma única, adaptado à personalidade e aos interesses do seu proprietário. Por exemplo, um fã de Need for Speed: Underground 2 teve o seu carro pintado de forma parecida com um que ele modificou no jogo, enquanto um jogador de boliche teve um lustrador de bolas instalado no seu porta-malas, e um surfista teve um secador gigante instalado na parte de trás da sua caminhonete Volkswagen. As modificações que são feitas geralmente incluem nova pintura, acessórios, pneus, body kits, equipamento eletrônico interno (incluindo leitores de DVD, Videogames, telas de LCD, e vários outros acessórios). A maior parte das modificações são apenas estéticas, as modificações mecânicas são apenas feitas para permitir o bom funcionamento do automóvel. No entanto, o programa tem substituído motores inteiros por novos de alto desempenho. Uma vez, na 5ª Temporada, tiveram de COMPRAR UM CARRO NOVO (um Ford Mustang GT), porque o outro estava quase sem conserto, e ainda artilharam o novo Ford com 20 ECRÂS! As modificações e os extras geralmente custam por volta de 20.000 dólares, embora o programa não ligue muito para custos. Ainda assim, a West Coast Customs é conhecida por incorporar os seus próprios materiais e toques especiais nos automóveis, como secadores gigantes ou lareiras elétricas na mala do veículo.
No final do programa, o automóvel é revelado ao seu proprietário, bem como todos os detalhes da renovação e das novas funcionalidades; e além disso, é geralmente dado um presente ao participante relacionado com o seu hobby.

## Pimp My Ride no mundo
O Pimp My Ride é um dos programas da MTV mais populares.

### Alemanha
Neste país existem duas adaptações do programa, uma chamada de Pimp My Fahrrad e outra de Pimp My Whatever. Em Pimp My Fahrrad, a loja de bicicletas Elbcoast Psycles refaz quase que totalmente a bicicleta, geralmente deixando apenas a estrutura intacta. É apresentado pelo ator alemão Oliver Korittke. Em Pimp My Whatever a ElbCoast Psychos volta novamente para modificar tudo, desde uma casa de banho e uma casa de cachorro a uma festa de aniversário ou até o irmão de alguém. É apresentado pelo apresentador  da MTV, Patrice Bouédibéla. Ambos os programas estão localizados em Hamburgo

### França
Pimp Mon Char

### Itália
Na Itália existe a adaptação Pimp My Wheels, apresentado pelo grupo de hip hop italiano Gemelli DiVersi e que consiste em modificar motos

### Reino Unido
A versão inglesa do Pimp My Ride, iniciada a 26 de Junho de 2005, é apresentada pelo DJ Tim Westwood e os automóveis são modificados na Carisma Automotive

### Brasil
A versão brasileira foi lançada dia 15 de abril de 2007 e se chama Pimp My Ride Brasil, é apresentado pelo artista brasileiro Jimmy, vocalista da banda Matanza. Foi cogitada na época pela MTV Brasil uma edição Pimp My Ride Motoedition, que customizaria motos totalmente quebradas para uma nova e tecnológica moto.

### Europa
Atualmente está acontecendo o Pimp My Ride International, onde a equipe Pimp My Ride procura automóveis para modificar.

## Curiosidades
Em 2006 foi transmitido um episódio especial onde a equipa do Pimp My Ride do Reino Unido modificava o carrinho branco de Madonna para o videoclipe da música Sorry.